# Joseph Duplantier
Pour les articles homonymes, voir Duplantier.
Joseph Duplantier, dit Joe Duplantier, né le 19 octobre 1976 à Paris, est le chanteur-guitariste du groupe de death metal français Gojira. Il est également le parolier du groupe et le créateur des pochettes des albums.
Son frère, Mario Duplantier, est le batteur du groupe.
Ses textes sont une réflexion sur la condition humaine et reflètent sa sensibilité écologique.

## Vie privée
Joseph Duplantier est né à Paris et a grandi à Ondres (Landes).
Sa mère, Patricia était professeur de yoga et son père, Dominique, est artiste peintre. Son frère Mario Duplantier est le batteur de Gojira et sa sœur Gabrielle est photographe (c'est elle qui a fait toutes leurs photos promotionnelles).
Avant de devenir musicien, Duplantier est allé à l'université pendant deux ans puis quatre dans une école d'art. Il a travaillé comme designer en réalisant des affiches. Quand il avait 24 ans, il a vécu pendant deux ans, dans une cabane qu'il a construite, sans eau ni électricité, avec sa petite amie de l'époque. C'est durant cette période que le premier album de Gojira, Terra Incognita a été composé, et beaucoup de paroles sont issues de cette expérience,.
Dans une interview de Mario Duplantier, celui-ci raconte que Joe a tenté de nouveau l'expérience d'une vie dans les bois pendant quatre mois, à la suite de la mise en pause de la production de l'album Fortitude due à la pandémie de Covid-19. Son frère dit « Pendant les mois qui ont suivi, il a délaissé son téléphone et son ordinateur. [...] Il s’est mis à couper du bois et a construit une cabane. »

## Style musical
Ses influences musicales sont Slayer, Metallica, Morbid Angel et Tool mais il avoue que n'importe quel bruit peut l'influencer. Les textes de ses chansons parlent souvent de la préservation de la nature et de la faune sauvage depuis Global Warming.

## Discographie
Avec Gojira (chant, guitare) : 
- 2001 Terra Incognita
- 2003 The Link
- 2004 The Link Alive
- 2005 From Mars To Sirius
- 2008 The Way Of All Flesh
- 2012 The Flesh Alive
- 2012 L'Enfant Sauvage
- 2016 Magma
- 2021 Fortitude

Avec Godzilla (chant, guitare) :
- 1996 Victim
- 1997 Possessed
- 1998 Saturate
- 1999 Wisdom Comes

Avec Empalot (chant, guitare) :
- 1999 Brout
- 2002 Tous aux cèpes
- 2004 Empalot en concert

Avec Cavalera Conspiracy (basse) :
- 2008 Inflikted

## Participations
Joe a été invité à participer à des chansons de différents groupes :
- Manimal (en) - Eros & Tanathos, Dead Meat
- Trepalium - Through the absurd, Sauvage - Voodoo Moonshine, Damballa's Voodoo Doll
- Mypollux - Contraires (2006), Coffre à souhaits
- Aygghon - Demi deuil, La terre dolente
- Cavalera Conspiracy - Inflikted, Black Ark & Ultra-Violent
- Klone - All Seeing Eye, All Seeing Eye
- Kruger - Muscle, For death, glory and the end of the world
- Apocalyptica - 7th Symphony, Bring them to light
- Devin Townsend Project - Deconstruction, Sumeria
- Car Bomb - w^w^^w^w, Third Revelation
- Comeback Kid - Heavy Steps, Crossed

- Meta, The Oppressor

## Matériel

### Micros
- Shure

### Guitares
- Charvel Tele Custom (Accordage en Ré, DGCFAD). Un modèle signature a été développé en 2017, sous la dénomination "Pro-Mod San Dimas Style 2HH"
- Charvel Skatecaster (Sans Floyd Rose)
- Jackson SLS

### Amplification
- Tête EVH 5150 III
- Cab EVH 5150 III 4x12